# Chester (Vermont)
Chester – miasto w Stanach Zjednoczonych, w stanie Vermont, w hrabstwie Windsor.